# 余鵾起
余鵾起（？—1650年代），字南溟，寧波府鄞縣人，南明政治人物。

## 生平
余鵾起最初以超貢跟隨何騰蛟軍隊，累積功勳而薦授監軍御史。他和曹志建是表兄弟，曹志建命他招攬何圖復，他入寨向天發誓，何圖復就出來參戰。不久余鵾起與職方主事李甲春收復寶慶，向長沙進兵，可是何騰蛟已經戰死，因此長途跋涉回到桂林，補任廣東道御史。桂林失陷，他走入野寺出家，絕食去世。

## 引用
1. 1 2  錢海岳《南明史·卷六十一·列傳第三十七》：（余）鵾起，字南溟，鄞縣人。初以超貢從何騰蛟軍，累功薦授監軍御史。與曹志建為中表兄弟。志建命招何圖復，入寨指天為誓，圖復乃出。
2. ↑  錢海岳《南明史·卷六十一·列傳第三十七》：己與職方主事李甲春復寶慶，會兵向長沙，而騰蛟敗歿，遂重趼返桂林，補廣東道御史。桂林陷，入野寺，絕粒卒。